# Shuijiang
Shuijiang (kinesiska: 水江) är en köping i sydvästra Kina. Den ligger i stadsdistriktet Nanchuan, i storstadsområdet Chongqing, omkring 77 kilometer sydost om det centrala stadsdistriktet Yuzhong. Antalet invånare är 50 918. Befolkningen består av 23 007 kvinnor och 27 911 män. Barn under 15 år utgör 17,0 %, vuxna 15-64 år 72 %, och äldre över 65 år 10,0 %.